# Gruszka Duża-Kolonia
Gruszka Duża-Kolonia – wieś w Polsce położona na zachodnim skraju gminy Nielisz w województwie lubelskim, w powiecie zamojskim. Leży nad rzeką Łętownia, na pograniczu Padołu Zamojskiego i Wyniosłości Giełczewskiej.
| SIMC    | Nazwa  | Rodzaj    |
| ------- | ------ | --------- |
| 0895439 | Elizin | część wsi |

W latach 1975–1998 miejscowość administracyjnie należała do województwa zamojskiego.
Wieś jest sołectwem w gminie Nielisz. Według Narodowego Spisu Powszechnego z roku 2011 wieś liczyła 172 mieszkańców.